# Attila (groupe)
Pour les articles homonymes, voir Attila (homonymie).
Attila est un groupe américain de metalcore, originaire d'Atlanta, en Géorgie. Connu pour ses influences musicales rap et nu metal, le groupe a sorti huit albums complets depuis sa création.
Bien que le groupe ait été formé en 2005, il ne commence à tourner à plein temps que vers 2010. Leur album le plus à succès, About that Life, est produit par Joey Sturgis, sort le 25 juin 2013 et fait ses débuts au Billboard 200 à la 22e place. Attila a tourné à travers les États-Unis avec des groupes tels que Hed PE, Arsonists Get All the Girls, See You Next Tuesday, Insane Clown Posse, Emmure, Chelsea Grin, The Agonist, Oceano, Falling in Reverse, et Metro Station.

## Histoire

### Débuts (2005–2011)
Chris « Fronz » Fronzak, Sean Heenan, Sam Halcomb, Matt Booth et Kris Wilson forment Attila dans leur ville natale d'Atlanta en 2005, se rencontrant au lycée et par le biais d'amis communs. Le frontman Fronzak a nommé le groupe en référence à Attila le Hun, qu'il a découvert dans un livre. Peu après leur formation, le groupe devient le quatrième label de la joint-venture Artery Foundation/Razor & Tie, Artery Recordings. Attila sort son album démo Fallacy (et non pas avec Statik Factory, contrairement à la croyance populaire) le 30 mars 2007, et sort ensuite son premier album, Soundtrack to a Party en 2008 avec Statik Factory, avant de signer chez Artery Recordings. Dans leurs premières années, Attila tourne avec Arsonists Get All the Girls, See You Next Tuesday, Chelsea Grin, American Me, et We Are the End. Attila tourne avec Hed PE et Threat Signal du 3 mars au 10 avril.
Attila signe chez Artery Recordings en 2010 et sort son deuxième album et premier label majeur, intitulé Rage, le 11 mai 2010. Le groupe enregistre, produit, mixe et masterise Rage avec Stephan Hawkes d'Interlace Audio à Portland, dans l'Oregon. Attila sort le 8 octobre 2010 le clip de la chanson titre de l'album, Rage. Le 13 mai 2010, le groupe est annoncé en première partie de la tournée en tête d'affiche de Drop Dead, Gorgeous, The Pyknic pArtery Tour, aux côtés de From First to Last, Sleeping with Sirens, Abandon All Ships, Woe, Is Me, For All Those Sleeping et Scarlett O'Hara, débutant le 17 juillet au Texas et se terminant à Los Angeles le 20 août., Le 19 août 2010, le groupe est annoncé en première partie de la tournée nord-américaine de Stick to Your Guns avec les autres groupes As Blood Runs Black, For the Fallen Dreams et Close Your Eyes (en), débutant le 1er octobre en Arizona et se terminant le 31 en Californie. Le 28 septembre 2010, le groupe est annoncé en première partie du Contagion Across the Nation Tour d'Oceano avec les autres groupes Chelsea Grin, In the Midst of Lions et Monsters, du 5 novembre au Michigan au 27 novembre dans l'Illinois.
Le 6 mai 2011, le groupe est annoncé à la tournée 2011 All Stars Tour aux côtés d'Emmure, Alesana, Iwrestledabearonce, blessthefall, For Today, In This Moment, Born of Osiris, The Ghost Inside, After the Burial, For All Those Sleeping, Memphis May Fire, Motionless in White, Chelsea Grin et Sleeping with Sirens.

### Outlawed(2011–2012)
Le 14 juillet 2011, le groupe annonce la sortie de son prochain album, Outlawed, pour le 16 août sur Artery Recordings et Razor & Tie. Le 25 juillet 2011, le groupe révèle la liste des titres de Outlawed et publie le premier single de l'album, Payback, en streaming. Le 4 août, le groupe publie le deuxième single Smokeout, suivi d'un clip vidéo pour Smokeout le 17 août. Le 8 août 2011, le groupe est annoncé à l'affiche de la tournée Rock Yourself to Sleep d'Alesana et Dance Gavin Dance, avec en première partie A Skylit Drive, I Set My Friends on Fire et A Loss for Words. Le 31 août 2011, le groupe est annoncé comme première partie du Monster Energy Outbreak Tour 2012, dont la tête d'affiche est Asking Alexandria, avec en première partie As I Lay Dying, Suicide Silence et Memphis May Fire. Le 18 septembre 2011, le groupe est annoncé en première partie de la tournée Take a Picture, It Will Last Longer de We Came as Romans, qui débute le 22 novembre et se termine le 9 décembre, avec les autres groupes Falling in Reverse, Sleeping with Sirens et For All I Am.
Le 17 octobre 2011, Attila publie son premier clip vidéo de l'album, Payback. Attila publie une vidéo lyrique pour leur chanson Another Round le 9 juillet 2012, et une autre vidéo lyrique pour leur chanson Nasty Mouth le 2 octobre 2012. Le 30 octobre 2012, Attila sort un nouveau single, Party with the Devil, et une version réenregistrée de la chanson Soda in the Water Cup de l'album Soundtrack to a Party. Le 12 décembre 2011, le groupe est annoncé comme faisant partie de la programmation du New England Metal and Hardcore fest 2012 qui aura lieu du 20 au 22 avril au Palladium à Worcester, Massachusetts. Le 22 décembre 2011, le groupe est annoncé comme faisant partie de la tournée de six semaines de Chelsea Grin, le Sick Tour, avec les autres groupes de première partie For the Fallen Dreams, Chunk! No, Captain Chunk!, Vanna, Volumes et The Crimson Armada.
Le 24 mars 2012, le chanteur du groupe, Fronzak, se voit refuser l'entrée au Canada pour la deuxième fois en raison d'un crime inscrit à son casier judiciaire. Fronzak publiera une déclaration concernant l'incident, disant qu'il pourrait faire une demande de réexamen dans deux ans. Le 6 juin 2012, le groupe annonce le départ du bassiste Chris Comrie. Le groupe publie une déclaration, décrivant le départ comme un choix personnel fait par Comrie et qu'ils étaient toujours en bons termes. Le 8 septembre 2012, le groupe annonce avoir recruté l'ancien guitariste de For the Fallen Dreams, Kalan Blehm, en tant que nouveau bassiste. Le 13 septembre 2012, le groupe annonce sa tournée en tête d'affiche Party With the Devil avec en première partie Make Me Famous, Issues, Ice Nine Kills, et Adestria, débutant le 26 octobre en Floride et se terminant le 15 novembre à Washington.

### About that Lifeet projets parallèles (2013–2014)
Le 4 janvier 2013, Attila est annoncé pour jouer au Warped Tour 2013 du 16 juin au 11 juillet 2013. Le 3 février 2013, il est annoncé que le groupe avait fini d'écrire la suite de Outlawed et qu'il était entré en studio. Le groupe déclare que l'album serait le plus « lourd » et le plus « fou » qu'ils aient jamais fait. Le 25 février 2013, le groupe met en ligne sa propre vidéo Harlem Shake. Le 20 avril 2013, Attila sort le premier single de l'album, Middle Fingers Up, et révèle que le nouvel album, intitulé About that Life, sortira le 25 juin 2013. Le 24 mai 2013, Attila s'associe à Spotify et Revolver et sort la chanson titre de l'album, About that Life.
Le 1er août 2013, le groupe annonce la tournée en tête d'affiche About that Life avec en première partie Upon a Burning Body, The Plot in You et Fit for a King. Le 11 décembre 2013, il est annoncé que le leader, Chris Fronzak, entrera en studio le mois suivant pour commencer l'enregistrement de son prochain album de hip-hop. Plus tard dans la soirée, lors de l'émission Warped Roadies de Fuse, il est annoncé qu'Attila participerait au Warped Tour 2014, aux côtés de Tear Out the Heart, Mayday Parade, The Protomen et Plague Vendor. Le 13 décembre 2013, le groupe annonce The New King's Tour avec les premières parties de I See Stars, Capture the Crown, Ice Nine Kills, Myka, Relocate, et ARTISANS, à partir du 31 janvier 2014. Le 18 décembre 2013, le groupe est annoncé en première partie du Self Help Festival de A Day to Remember, le 22 mars 2014, à San Bernardino, en Californie.
Le 22 juillet 2014, le groupe présente Machine Gun Kelly aux APMAs où il interprète la chanson See My Tears avec le Cleveland Contemporary Youth Orchestra. Le 18 août 2014, le groupe est annoncé en tête d'affiche du Monster Outbreak Tour 2014 avec les premières parties Crown the Empire, Like Moths to Flames et Sworn In. La tournée devait débuter le 14 novembre à Fort Lauderdale et se terminer le 14 décembre dans le Massachusetts. Le 5 septembre, ils sont annoncés en première partie de la tournée britannique de Black Veil Brides avec leur collègue Fearless Vampire Killers, débutant le 3 octobre à Cardiff et se terminant le 17 octobre à Leeds.
En 2016, Attila devait rejoindre Hollywood Undead pour sa tournée européenne.

### Guilty Pleasureet départ de Nate Salameh (2014–2016)
Le 6 octobre 2014, le groupe dévoile son nouvel album, Guilty Pleasure, qui sortira le 24 novembre. Fronzak décrit l'album comme le plus lourd qu'ils aient écrit. Le 20 octobre 2014, le groupe sort le premier single de l'album, Proving Grounds. Le 22 octobre 2014, Alternative Press rapporte le départ du guitariste Nate Salameh du groupe. Interrogé sur cette décision, Salameh déclare qu'il voulait se concentrer sur une vie sans drogue ni alcool. Le 8 novembre 2014, le groupe sort le deuxième single de l'album, Horsepig, Fronzak déclarant qu'il s'agit de « l'une de mes chansons préférées que j'ai jamais écrites au niveau des paroles ». Le groupe effectue une tournée de 26 dates en soutien à l'album, The Guilty Pleasure Tour, qui débute à Lauderdale, en Floride, le 11 novembre et se termine le 14 décembre à Boston, dans le Massachusetts.
Attila joue l'intégralité du Vans Warped Tour 2015 sur la scène principale. Enterrant la hache de guerre proverbiale avec le frontman de Falling in Reverse, Ronnie Radke, Fronzak et le reste d'Attila annoncent une tournée en co-tête d'affiche avec Falling in Reverse, appelée Supervillains Tour, avec le soutien de Metro Station et Assuming We Survive. La tournée se déroule à la fin de l'année 2015. Plus tard, Attila fait une tournée européenne avec Hollywood Undead, à partir de mars 2016.

### SharpTone,ChaosetVillain(2016-2021)
Le 24 juin 2016, Attila annonce avoir signé chez SharpTone Records, un nouveau label cofondé par Markus Staiger, PDG de Nuclear Blast, et Shawn Keith. « Nous sommes VRAIMENT excités d'annoncer que nous avons officiellement signé avec SharpTone ! » partage Fronzak, le leader d'Attila. « Nous sommes à un point incroyable de notre carrière et nous savons que ces gars ont le pouvoir dont nous avons besoin pour faire passer les choses au niveau supérieur ». Chaos sort le 4 novembre 2016.
Le 1er janvier 2017, Sean Heenan annonce son départ du groupe. Le groupe publie ensuite  une déclaration concernant son départ, citant que les raisons tournaient autour du sentiment qu'il était « temps de faire un changement pour améliorer notre section rythmique ». Le 22 mars 2017, Attila est annoncé au Vans Warped Tour 2017. Le 31 octobre 2017, Attila publie son single Three 6 sur YouTube. Le 13 février 2018, Attila annonce qu'il était un groupe non signé après une année passée avec SharpTone Records. Le 7 juillet 2018, un nouveau web-single Pizza est publié. La vidéo musicale du single est téléchargée sur la chaîne YouTube du groupe le 12 juillet. Le 22 février 2019, Attila sort un album intitulé Villain.
Le 29 mai 2020, Attila sort une nouvelle chanson intitulée Cancelled et le mois suivant, le batteur Bryan McClure est renvoyé du groupe à la suite de plusieurs allégations de viol et l'agression sexuelle.

### Closure(depuis 2021)

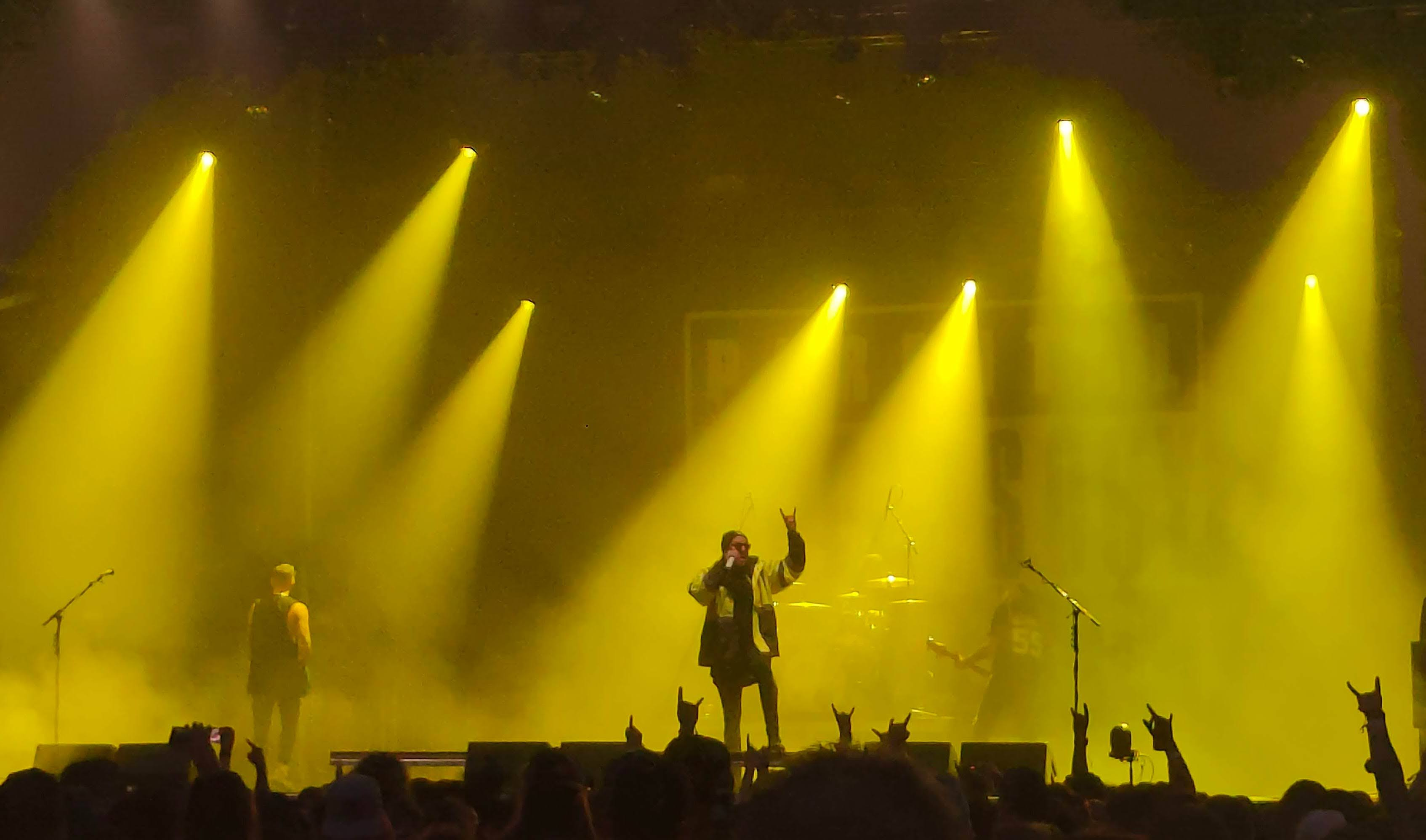
Attila en concert à Aftershock 2023.

Le 18 mars 2021, Attila sort une nouvelle chanson intitulée Clarity en tant que premier single de leur neuvième album studio à venir, Closure.
Le 30 avril 2021, Attila sort une nouvelle chanson intitulée Metalcore Manson en tant que deuxième single de l'album. L'album sort le 23 juillet 2021.

## Discographie

### Albums studio
- 2007 : Fallacy (Statik Factory)
- 2008 : Soundtrack to a Party (Statik Factory)
- 2010 : Rage (Artery Recordings)
- 2011 : Outlawed (Artery Recordings)
- 2013 : About that Life (Artery Recordings)
- 2014 : Guilty Pleasure (Artery Recordings)
- 2016 : Chaos (SharpTone Records)
- 2019 : Villain (Attila Music LLC)
- 2021 : Closure (Attila)

### Singles
- 2010 : Rage (Artery Recordings)
- 2011 : Smokeout (Artery Recordings)
- 2011 : Payback (Artery Recordings)
- 2012 : Another Round (Artery Recordings)
- 2012 : Party With the Devil (Artery Recordings)
- 2013 : About that Life (Artery Recordings)
- 2013 : Shots for the Boys (Artery Recordings)
- 2014 : Proving Grounds (Artery Recordings)
- 2015 : Hate Me (Artery Recordings)
- 2015 : Rebel (Artery Recordings)
- 2016 : Ignite (SharpTone Records)
- 2016 : Bulletproof (SharpTone Records)
- 2016 : Let's Get Abducted (SharpTone Records)
- 2019 : Villain (Attila Music LLC)
- 2019 : Toxic (Attila Music LLC)
- 2019 : Bad Habits (Attila Music LLC)